# 神機箭 (電影)
《神機箭》（：／ Singijeon），是2008年上映的韓國電影。影片投資近100億韓元，邀請知名特效制作小組參與電腦特效的制作以及趕制神機箭車的1：1模型。影片背景设定为明朝时期的朝鲜，但因剧情严重违背史实而受到广泛诟病。

## 劇情介紹
在1448年，朝鮮王朝領先世界300多年研制出火药和可以壹次性連發百發箭的神機箭。
時值朝鮮致力於國家建設的世宗大王時期，明朝為了竊取和破壞朝鮮人研制神機箭的技術，不斷威逼利誘，並派出大量間諜潛入朝鮮。
明朝中央政府派出10萬大軍威脅朝鮮王朝如果不結束神機箭的研制便會血洗朝鮮。最終在神機箭研發人員和一些愛國的朝鮮人的努力下，最終研制出了神機箭，並且一舉在戰場上將來犯的10萬明軍消滅。
之後，影片的結尾中講述了朝鮮人如何將神機箭技術民用化，於是，朝鮮人成功研制出了「煙花焰火」，之後朝鮮發明的火藥、火箭和焰火等傳到了世界各地。

## 演員陣容
- 鄭在詠
- 韓多感
- 許峻豪
- 安聖基 飾演 朝鮮世宗
- 鄭性模 飾演 司馬恂
- 金明秀
- 李度京
- 陶伊成
- 柳賢慶
- 徐朱聖
- 趙源熙
- 申正根
- 李承根
- 姜智恩
- 鄭錫遠
- 朴正哲 飾演 世子
- 金明國 飾演 明英宗
- 池一株

## 影片争议
该影片在中国大陆互联网上传播后因为片中的不实与争议引起了中国网民的不满。片中的情节显示明朝中国人穿著滿清服飾，从未见过火药，而当明朝商人准备向片中主角花重金购买神奇的朝鮮火药时，男主角回应明朝商人称：“这是（指火药）秘密”。但事实上，火藥及古制火箭被公认为发明于中国，且两宋时期火药武器就已经得到充分发展。
历史上建文帝時的明軍使用類似神機箭的火器，一窩蜂。而电影中明軍扮演着的穿着也皆为女真人的打扮，且一向重視火器的明軍竟然沒有裝備任何火器，甚至連一隻弓弩也沒有。片中明軍十萬部队的軍隊最终被一百名朝鮮人用神機箭消滅。
按照历史史实，朝鲜王一直视中国为上国，作为藩属国积极的对中国朝贡，明朝也使用中国的年号，更不要说发生过战争或武力冲突，也从未以武力向朝鲜索取处女，电影中所描述的战事更是从未发生过，史實甚至是相反的。历史上明朝為朝鮮出兵，與日本豐臣秀吉作戰，即萬曆年間的朝鮮之役，耗損了明朝大量白銀。朝鲜感谢中国“再造藩邦”之恩。
宣祖实录卷三十七明确写出朝鲜对中国的感情。李氏朝鲜实录宣宗（宣祖）大王实录卷三十七：天朝（明朝使者）王通判谓："中国一视同仁，两国（李氏朝鲜与日本）之事以和为上。"上曰："设使以外国言之，中国父母也。我国与日本同是外国也，如子也。以言其父母之于子，则我国孝子也，日本贼子也。父母之于子，虽止于慈，岂有爱其贼子同于孝子之理乎？"

## 外部連結
- NAVER電影 （页面存档备份，存于）